# 板部岡江雪齋
板部岡江雪齋（1537年—1609年7月4日），日本戰國時代至江戶時代初期的武將、外交僧。後北條氏、豐臣氏、德川氏家臣。被認為是執權北條氏（北條時行）的子孫。父親是田中泰行。本名融成。

## 生平
在天文6年（1537年）出生。因為北條氏政命令而繼承板部岡康雄（石卷家貞的兒子）的名號，以右筆、評定眾的身分活躍。亦曾以寺社奉行的身分參與寺社管理，經常與曾為北條氏康的痊癒而祈禱、為戰勝佐竹氏而祈願等，與同樣參與寺社管理的安藤良整連署。
元龜2年（1571年），在主君北條氏康生病之際，前往鶴岡八幡宮祈願。天正元年（1573年），北條氏的盟友武田信玄死去時，受氏政之命，以使者的身分前往甲斐國探病，不過在此時，沒有發現是由信玄的弟弟信廉擔任影武者。後來，北條氏與武田氏的同盟決裂，北條氏乘勢與織田信長結成同盟，此時以使者身分前往。天正10年（1582年），信長在本能寺之變中死去，在德川家康與北條氏直在爭奪信濃國而對立之際，為和睦交渉而奔走，於是雙方以家康的女兒督姬嫁予氏直為正室，達成和睦。此後，輔佐太田氏房並以岩槻城為據點。天正17年（1589年），北條氏和豐臣秀吉之間加深對立，於是與北條氏規一同盡力修復關係。在與真田家的沼田領問題裁定之際，受氏直之命上洛説明北条家佔領名胡桃城等事情，此時秀吉相當欣賞江雪齋的才能，親自點茶並遞予江雪齋。
在北條氏於小田原征伐中沒落後，成為秀吉的御伽眾，改姓岡野。在秀吉死後，接近長男房恆仕官的家康，在關原之戰中跟隨家康，說服小早川秀秋。在慶長14年（1609年）6月3日於伏見死去。
子孫以旗本身分存續。本家持有武藏國都筑郡長津田村（現今神奈川縣横濱市緑區長津田）的所領。亦有其他分家，第11代將軍德川家齊的側近（後來成為老中）水野忠成是從岡野家送出的養子。

## 人物
- 被評為「有宏才和口才、優秀，亦有仁義之道，文武兼備的人」（宏才弁舌人に優れ、その上仁義の道ありて、文武に達せし人）（『北條五代記』）。

- 對茶道亦有很深造詣。天正17年（1589年）期間，與豐臣秀吉不和而被流放、寄身小田原北條氏的茶人山上宗二有親交，後來被宗二贈予自著的秘傳『山上宗二記』。

- 愛刀「江雪左文字」在後來被指定為國寶。

## 登場作品
小説
- 『江雪左文字』（作者：伊東潤，收錄在的短編）